# Сакля Сабурова
Сакля Сабурова — особняк в посёлке Симеиз в Крыму, расположенный по адресу ул. Советская, 72, постройки начала XX века, спроектированный инженером-механиком Н. П. Субботиным и возведённый до 1912 года В. П. Семёновым для Анастасии Васильевны Субботиной.

## Сакля Сабурова
19 декабря 1911 года Николай Павлович Субботин из дачного участка № 30 в Новом Симеизе, купленного им у первого владельца Александра Петровича Максимовича ещё в 1902 году, выделяет, чуть ниже по склону горы Кошка от собственной виллы Нора, крохотный участок размером 30 квадратных саженей (около 1,4 сотки) и продаёт его за 1000 рублей своей жене Анастасии Васильевне Субботиной. На участке по проекту самого Н. П. Субботина и художника В. Д. Субботина, выполнившего проект фасада дачи, была построена небольшая дача на 3 комнаты. Строительство велось под руководством военного инженера Владимира Петровича Семёнова. Точные даты начала и окончания строительства не установлены, известно, что на 1911 год она уже существовала. В архитектуру здания были включены элементы стиля модерн, в котором были выполнены цветные витражи и резная металлическая крыша козырька над входными воротами. 15 июля 1916 года Анастасия Васильевна Субботина продаёт дачу Семёну Фёдоровичу Сабурову, по фамилии которго дачу стали называть «Сакля Сабурова».

## После революции

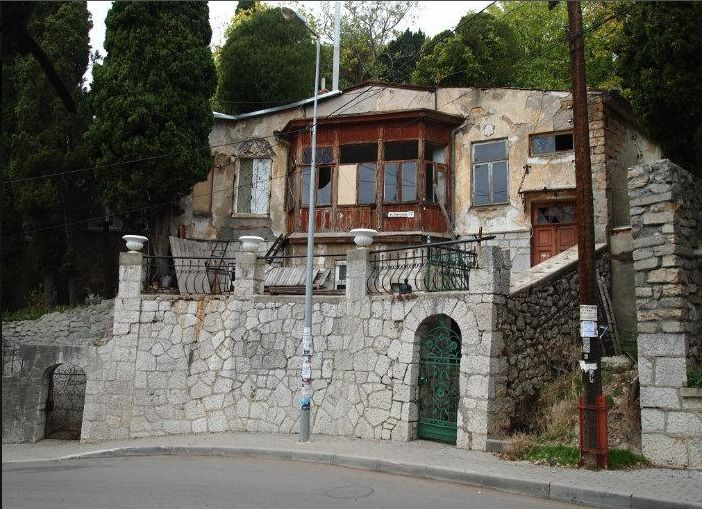
Современный вид

16 декабря 1920 года приказом председателя Революционного комитета Крыма были изъяты «из частного владения как разных ведомств, так и частных лиц все имения Южного берега Крыма в районе от Судака до Севастополя включительно» и передавались в ведение специально созданного Управления Южсовхоза. Сакля Сабурова, наряду с несколькими другими дачами, в 1920-х — начале 1930-х годов использовалась как «курортная гостиница» — для сдачи комнат приехавшим в санатории без путёвок. Впоследствии передана в жилой фонд, в каковом качестве используется и поныне.